# Великобритания на летних Олимпийских играх 1952
На летних Олимпийских играх 1952 года Великобританию представляли 257 спортсменов (213 мужчин, 44 женщины), во всех видах спорта, кроме баскетбола. Они завоевали 1 золотую, 2 серебряных и 8 бронзовых медалей, что вывело сборную на 18-е место в неофициальном командном зачёте.

## Медалисты
| Медаль  | Спортсмен | Вид спорта      | Дисциплина                             |
| ------- | --- | --------------- | -------------------------------------- |
| Золото  | Гарри Ллевеллин Дуглас Стюарт Уилфред Уайт | Конный спорт    | Конкур, командное первенство           |
| Серебро | Шейла Лервилл | Лёгкая атлетика | Женщины, прыжки в высоту               |
| Серебро | Чарльз Керри | Парусный спорт  | Класс «Финн»                           |
| Бронза  | Макдональд Бейли | Лёгкая атлетика | Мужчины, 100 м                         |
| Бронза  | Джон Дизли | Лёгкая атлетика | Мужчины, 3000 м с препятствиями        |
| Бронза  | Сильвия Чизмэн Джун Фоулдс Джин Дисфорджес Хитер Эрмитэйдж | Лёгкая атлетика | Женщины, эстафета 4×100 м              |
| Бронза  | Ширли Коули | Лёгкая атлетика | Женщины, прыжки в длину                |
| Бронза  | Рональд Стреттон Дональд Берджесс Джордж Ньюберри Алан Ньютон | Велоспорт       | Мужчины, командная гонка преследования |
| Бронза  | Элеонор Гордон | Плавание        | Женщины, 200 м брассом                 |
| Бронза  | Кеннет Ричмонд | Борьба          | Мужчины, вольная борьба, свыше 87 кг   |
| Бронза  | Денис Карнилл Джон Кокетт Джон Конрой Грэм Дэддс Дерек Дей Дэннис Иган Робин Флетчер Роджер Миджли Ричард Норрис Нил Ньюджент Энтони Нанн Энтони Робинсон Джон Тейлор | Хоккей на траве | Мужчины                                |

## Результаты соревнований

### Академическая гребля
Соревнования в академической гребле на Играх 1952 года проходили с 20 по 23 июля. В следующий раунд из каждого заезда проходили несколько лучших экипажей (в зависимости от дисциплины). Впервые с 1928 года для проигравших в полуфинале спортсменов был введён ещё один отборочный заезд. В финал A выходили 5 сильнейших экипажей.
Мужчины
| Соревнование                    | Спортсмены | Предварительный заезд | Предварительный заезд | Предварительный заезд | 1-й отборочный заезд | 1-й отборочный заезд | 1-й отборочный заезд | Полуфинал             | Полуфинал             | Полуфинал             | 2-й отборочный заезд  | 2-й отборочный заезд  | 2-й отборочный заезд  | Финал                 | Финал                 |
| Соревнование                    | Спортсмены | Заезд                 | Время                 | Место                 | Заезд                | Время                | Место                | Заезд                 | Время                 | Место                 | Заезд                 | Время                 | Место                 | Время                 | Место                 |
| ------------------------------- | --- | --------------------- | --------------------- | --------------------- | -------------------- | -------------------- | -------------------- | --------------------- | --------------------- | --------------------- | --------------------- | --------------------- | --------------------- | --------------------- | --------------------- |
| одиночки                        | Тони Фокс | 1                     | 7:45,1                | 1 Q                   | не участвовал        | не участвовал        | не участвовал        | 1                     | 7:54,4                | 1 Q                   | не участвовал         | не участвовал         | не участвовал         | 8:22,5                | 4                     |
| двойки                          | Дэвид Каллендер Крис Дэвидж                                                                                                | 1                     | 7:47,0                | 2 Q                   | не участвовали       | не участвовали       | не участвовали       | 2                     | 7:45,6                | 1 Q                   | не участвовали        | не участвовали        | не участвовали        | 8:37,4                | 4                     |
| двойки парные                   | Джон Макмиллан Питер Брандт                                                                                                | 1                     | 7:07,4                | 3                     | 2                    | 7:04,4               | 2                    | завершили выступление | завершили выступление | завершили выступление | завершили выступление | завершили выступление | завершили выступление | завершили выступление | завершили выступление |
| четвёрки распашные без рулевого | Гарри Элмонд Джон Джонс Джеймс Кроуден Адриан Кэдбери                                                                      | 1                     | 6:39,2                | 3                     | 1                    | 6:42,8               | 1 Q                  | не участвовали        | не участвовали        | не участвовали        | 1                     | 6:37,9                | 1 Q                   | 7:25,2                | 4                     |
| четвёрки распашные с рулевыми   | Родерик Макмиллан Грэм Фиск Лоуренс Гест Питер де Джайлз Пол Мэсси                                                         | 2                     | 7:18,3                | 2 Q                   | не участвовали       | не участвовали       | не участвовали       | 2                     | 7:04,1                | 3                     | 3                     | 7:02,3                | 1 Q                   | 7:41,2                | 4                     |
| восьмёрки                       | Дэвид Маклин Аластер Маклауд Николас Клак Роджер Шарпли Эдвард Уорлидж Брайан Ллойд Уильям Уиндем Дэвид Дженненс Джон Хинд | 2                     | 6:15,1                | 2 Q                   | не участвовали       | не участвовали       | не участвовали       | 1                     | 6:32,4                | 1 Q                   | не участвовали        | не участвовали        | не участвовали        | 6:34,8                | 4                     |

### Лёгкая атлетика
Мужчины
Беговые виды
| Соревнование                | Спортсмены                                              | Отборочный раунд | Отборочный раунд | Отборочный раунд | Четвертьфинал | Четвертьфинал | Четвертьфинал | Полуфинал            | Полуфинал            | Полуфинал            | Финал                | Финал                |
| Соревнование                | Спортсмены                                              | Забег            | Результат        | Место            | Забег         | Результат     | Место         | Забег                | Результат            | Место                | Результат            | Место                |
| --------------------------- | ------------------------------------------------------- | ---------------- | ---------------- | ---------------- | ------------- | ------------- | ------------- | -------------------- | -------------------- | -------------------- | -------------------- | -------------------- |
| 100 метров                  | Макдональд Бейли                                        | 3                | 10,65            | 1 Q              | 1             | 10,73         | 1 Q           | 1                    | 10,74                | 1 Q                  | 10,83                | 3                    |
| 100 метров                  | Уильям Джек                                             | 4                | 11,05            | 1 Q              | 3             | 10,94         | 3 Q           | 2                    | 11,01                | 5                    | Завершил выступление | Завершил выступление |
| 100 метров                  | Алан Лиллингтон                                         | 1                | 11,06            | 2 Q              | 2             | 11,26         | 6             | Завершил выступление | Завершил выступление | Завершил выступление | Завершил выступление | Завершил выступление |
| 200 метров                  | Макдональд Бейли                                        | 13               | 21,66            | 1 Q              | 3             | 21,27         | 1 Q           | 2                    | 21,46                | 1 Q                  | 21,14                | 4                    |
| 200 метров                  | Николас Стейси                                          | 4                | 22,07            | 2 Q              | 4             | 21,79         | 2 Q           | 1                    | 21,95                | 5                    | Завершил выступление | Завершил выступление |
| 200 метров                  | Брайан Шентон                                           | 10               | 22,12            | 1 Q              | 6             | 22,24         | 5             | Завершил выступление | Завершил выступление | Завершил выступление | Завершил выступление | Завершил выступление |
| 400 метров                  | Лесли Льюис                                             | 1                | 47,95            | 2 Q              | 1             | 49,09         | 5             | Завершил выступление | Завершил выступление | Завершил выступление | Завершил выступление | Завершил выступление |
| 400 метров                  | Терри Хиггинс                                           | 4                | 48,77            | 2 Q              | 4             | 49,22         | 5             | Завершил выступление | Завершил выступление | Завершил выступление | Завершил выступление | Завершил выступление |
| 400 метров                  | Алан Дик                                                | 9                | 48,84            | 2 Q              | 3             | 49,20         | 6             | Завершил выступление | Завершил выступление | Завершил выступление | Завершил выступление | Завершил выступление |
| 800 метров                  | Альберт Уэбстер                                         | 1                | 1:55,5           | 2 Q              | Не проводится | Не проводится | Не проводится | 1                    | 1:50,1               | 3 Q                  | 1:50,2               | 5                    |
| 800 метров                  | Том Уайт                                                | 2                | 1:52,7           | 3 Q              | Не проводится | Не проводится | Не проводится | 2                    | 1:53,6               | 5                    | Завершил выступление | Завершил выступление |
| 800 метров                  | Фрэнк Эванс                                             | 7                | 1:53,8           | 3 Q              | Не проводится | Не проводится | Не проводится | 3                    | 1:56,8               | 5                    | Завершил выступление | Завершил выступление |
| 1500 метров                 | Роджер Баннистер                                        | 4                | 3:56,0           | 3 Q              | Не проводится | Не проводится | Не проводится | 2                    | 3:50,6               | 5 Q                  | 3:46,0               | 4                    |
| 1500 метров                 | Билл Нанкевиль                                          | 5                | 3:56,4           | 3 Q              | Не проводится | Не проводится | Не проводится | 1                    | 3:52,0               | 9                    | Завершил выступление | Завершил выступление |
| 1500 метров                 | Лен Эйр                                                 | 2                | 3:53,2           | 6                | Не проводится | Не проводится | Не проводится | Завершил выступление | Завершил выступление | Завершил выступление | Завершил выступление | Завершил выступление |
| 5000 метров                 | Гордон Пири                                             | 1                | 14:26,2          | 5 Q              | Не проводится | Не проводится | Не проводится | Не проводится        | Не проводится        | Не проводится        | 14:18,0              | 4                    |
| 5000 метров                 | Кристофер Чатавэй                                       | 3                | 14:27,8          | 5 Q              | Не проводится | Не проводится | Не проводится | Не проводится        | Не проводится        | Не проводится        | 14:18,0              | 5                    |
| 5000 метров                 | Алан Паркер                                             | 2                | 14:18,2          | 2 Q              | Не проводится | Не проводится | Не проводится | Не проводится        | Не проводится        | Не проводится        | 14:37,0              | 11                   |
| 10 000 метров               | Фрэнк Сандо                                             | Не проводится    | Не проводится    | Не проводится    | Не проводится | Не проводится | Не проводится | Не проводится        | Не проводится        | Не проводится        | 29:51,8              | 5                    |
| 10 000 метров               | Гордон Пири                                             | Не проводится    | Не проводится    | Не проводится    | Не проводится | Не проводится | Не проводится | Не проводится        | Не проводится        | Не проводится        | 30:04,2              | 7                    |
| 10 000 метров               | Фредерик Норрис                                         | Не проводится    | Не проводится    | Не проводится    | Не проводится | Не проводится | Не проводится | Не проводится        | Не проводится        | Не проводится        | 30:09,8              | 8                    |
| 110 метров с барьерами      | Питер Хилдрет                                           | 6                | 14,7             | 2 Q              | Не проводится | Не проводится | Не проводится | 1                    | 14,9                 | 6                    | Завершил выступление | Завершил выступление |
| 110 метров с барьерами      | Джек Паркер                                             | 4                | 14,8             | 2 Q              | Не проводится | Не проводится | Не проводится | 2                    | 15,0                 | 6                    | Завершил выступление | Завершил выступление |
| 400 метров с барьерами      | Гарри Уиттл                                             | 8                | 53,9             | 2 Q              | 3             | 52,8          | 3 Q           | 2                    | 52,9                 | 2 Q                  | 53,1                 | 5                    |
| 400 метров с барьерами      | Дэвид Грейси                                            | 7                | 54,2             | 1 Q              | 2             | 53,9          | 3 Q           | 1                    | 52,4                 | 4                    | Завершил выступление | Завершил выступление |
| 400 метров с барьерами      | Ангус Скотт                                             | 6                | 54,9             | 3 Q              | 4             | 53,4          | 4             | Завершил выступление | Завершил выступление | Завершил выступление | Завершил выступление | Завершил выступление |
| 3000 метров с препятствиями | Джон Дизли                                              | 2                | 8:59,4           | 1 Q              | Не проводится | Не проводится | Не проводится | Не проводится        | Не проводится        | Не проводится        | 8:51,8               | 3                    |
| 3000 метров с препятствиями | Крис Брашер                                             | 4                | 9:03,2           | 4 Q              | Не проводится | Не проводится | Не проводится | Не проводится        | Не проводится        | Не проводится        | 9:14,0               | 11                   |
| 3000 метров с препятствиями | Кен Джонсон                                             | 1                | 9:27,0           | 7                | Не проводится | Не проводится | Не проводится | Не проводится        | Не проводится        | Не проводится        | Завершил выступление | Завершил выступление |
| Эстафета 4×100 метров       | Макдональд Бейли Джек Грегори Уильям Джек Брайан Шентон | 2                | 41,2             | 1 Q              | Не проводится | Не проводится | Не проводится | 1                    | 41,0                 | 3 Q                  | 40,6                 | 4                    |
| Эстафета 4×400 метров       | Лесли Льюис Алан Дик Терри Хиггинс Николас Стейси       | 2                | 3:12,67          | 2 Q              | Не проводится | Не проводится | Не проводится | Не проводится        | Не проводится        | Не проводится        | 3:10,23              | 5                    |

Шоссейные виды
| Соревнование                       | Спортсмены       | Квалификация  | Квалификация  | Финал                | Финал                |
| Соревнование                       | Спортсмены       | Результат     | Место         | Результат            | Место                |
| ---------------------------------- | ---------------- | ------------- | ------------- | -------------------- | -------------------- |
| Марафон                            | Джефф Иден       | Не проводится | Не проводится | 2:30:42,0            | 9                    |
| Марафон                            | Стэн Кокс        | Не проводится | Не проводится | DNF                  | —                    |
| Марафон                            | Джим Питерс      | Не проводится | Не проводится | DNF                  | —                    |
| Спортивная ходьба на 10 километров | Джордж Коулман   | 2             | 46:12,4       | 46:06,8              | 5                    |
| Спортивная ходьба на 10 километров | Роланд Харди     | DSQ           | —             | Завершил выступление | Завершил выступление |
| Спортивная ходьба на 10 километров | Лоуренс Аллен    | DSQ           | —             | Завершил выступление | Завершил выступление |
| Спортивная ходьба на 50 километров | Рекс Уитлок      | Не проводится | Не проводится | 4:32:21,0            | 4                    |
| Спортивная ходьба на 50 километров | Харольд Уитлок   | Не проводится | Не проводится | 4:45:12,6            | 11                   |
| Спортивная ходьба на 50 километров | Дональд Танбридж | Не проводится | Не проводится | 4:50:40,4            | 15                   |

Технические виды
| Соревнование    | Спортсмены    | Квалификация  | Квалификация  | Финал                | Финал                |
| Соревнование    | Спортсмены    | Результат     | Место         | Результат            | Место                |
| --------------- | ------------- | ------------- | ------------- | -------------------- | -------------------- |
| Прыжки в высоту | Рон Пэвитт    | 1,87          | Q             | 1,95                 | 5                    |
| Прыжки в высоту | Питер Уэллс   | 1,87          | Q             | 1,90                 | 11                   |
| Прыжки в высоту | Алан Патерсон | 1,87          | Q             | 1,80                 | 24                   |
| Прыжки с шестом | Тим Андерсон  | 3,80          | 22            | Завершил выступление | Завершил выступление |
| Прыжки с шестом | Джефф Эллиотт | 3,80          | 22            | Завершил выступление | Завершил выступление |
| Толкание ядра   | Джон Сэвидж   | 14,89         | 12            | 16,19                | 6                    |
| Толкание ядра   | Джон Джайлз   | 13,73         | 19            | Завершил выступление | Завершил выступление |
| Метание диска   | Марк Фараон   | 45,19         | 19            | Завершил выступление | Завершил выступление |
| Метание копья   | Дик Миллер    | 64,81         | 11            | 63,75                | 14                   |
| Метание копья   | Майкл Денли   | 61,58         | 19            | Завершил выступление | Завершил выступление |
| Метание молота  | Дункан Кларк  | 50,69         | 17            | 51,07                | 18                   |
| Метание молота  | Питер Оллдей  | 50,59         | 18            | 49,70                | 21                   |
| Метание молота  | Эван Дуглас   | 48,25         | 29            | Завершил выступление | Завершил выступление |
| Десятиборье     | Джефф Эллиотт | Не проводится | Не проводится | 6044                 | 9                    |